# Авраменко, Пётр Иванович
Пётр Иванович Авраменко (укр. Петро Іванович Авраменко, род. 5 февраля 1937, Плешкани) — советский и впоследствии украинский музыкант, бандурист. Заслуженный артист Украины (2003), член национального объединения кобзарей Украины (Киев).

## Биография
Окончил студию по подготовке артистов в Государственной заслуженной капелле бандуристов УССР, начал концертную деятельность в 1964 году. В 1973 году окончил Львовскую государственную консерваторию, класс бандуры В. Герасименко. С 1979 года — в составе национального украинского народного хора имени Г. Верёвки. В репертуаре сольного исполнителя украинские народные песни и думы.